# دافيد لاشر
دافيد لاشر (بالإنجليزية: David Lascher)‏ هو ممثل أمريكي، ولد في 27 أبريل 1972 بسكيرديل في الولايات المتحدة.

## أعمال

### مسلسلات
- الساحرة المراهقة سابرينا
- بيفرلي هيلز 90210
- خطوة بخطوة
- روزان

## وصلات خارجية
- دافيد لاشر على موقع IMDb (الإنجليزية)
- دافيد لاشر على موقع ألو سيني (الفرنسية)
- دافيد لاشر على موقع أول موفي (الإنجليزية)
- دافيد لاشر على موقع قاعدة بيانات الأفلام السويدية (السويدية)
- دافيد لاشر على موقع إن إن دي بي (الإنجليزية)
- دافيد لاشر على موقع قاعدة بيانات الفيلم (الإنجليزية)
- دافيد لاشر على موقع كينوبويسك (الروسية)